# 트락토르 타슈켄트
트락토르 타슈켄트(우즈베크어: Traktor Toshkent)는 우즈베키스탄 타슈켄트를 연고로 하는 축구 클럽이다. 우즈베키스탄 축구 1부 리그에 속해 있었으나 2007년에 해체되었다.

## 클럽 문제
과거에, 그 클럽은 매우 유명하고 강력했다. 그러나 구단이 올리 리가를 지불하지 못하자 1부 리그로 강등되었다. 그들은 인기가 없는 스폰서 계약 때문에 선수들에게 돈을 지불할 수 없었다. 이러한 문제들은 클럽의 종말로 이어졌다.